# 위노아 라두크

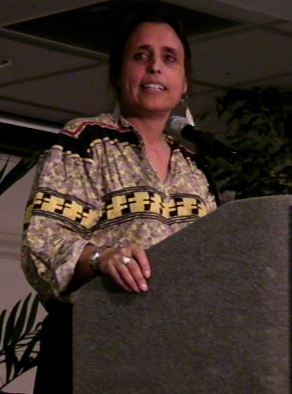

위노아 라두크(Winona LaDuke, 1959년 8월 18일 ~ )는 미국의 환경운동가이다. 미국 원주민 아버지와 유럽계 어머니 사이에서 태어났다. 위노아라는 이름은 다코타어로 '첫딸'을 뜻한다. 1996년 미국 대통령 선거에서 녹색당이 출마한 22개 주중 18개 주에서 랠프 네이더의 러닝메이트로 출마하였다. 2000년 미국 대통령 선거에서도 랠프 네이더의 러닝메이트로 출마하였다. 2016년 미국 대통령 선거에서 워싱턴주의 선거인 한명으로부터 표를 얻어 선거인단의 부통령 투표를 얻은 몇 안되는 여성으로 기록되었다.

## 역대 선거 결과
| 선거명      | 직책명        | 대수 | 정당        | 득표율 | 득표수 (선거인단) | 결과 | 당락 |
| ----------- | ------------- | ---- | ----------- | ------ | ----------------- | ---- | ---- |
| 1996년 선거 | 미국의 부통령 | 45대 | 미국 녹색당 | 0.71%  | 685,128표 (0명)   | 4위  | 낙선 |
| 2000년 선거 | 미국의 부통령 | 46대 | 미국 녹색당 | 2.74%  | 2,882,955표 (0명) | 3위  | 낙선 |